# Diazometà

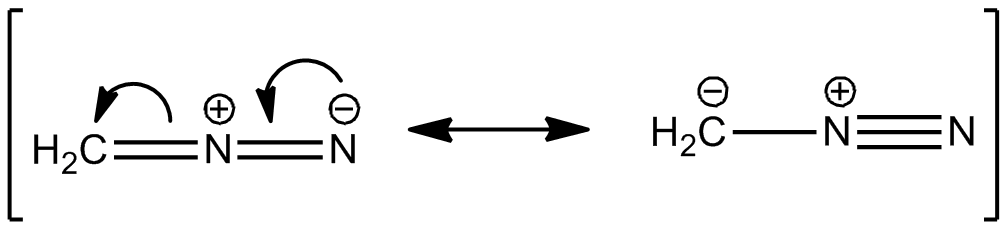
Ressonància del diazometà.

El Diazometà és un compost orgànic de fórmula CH₂N₂. Es presenta com un gas de color groc, tòxic, que bull a -23 °C. Les seves dissolucions concentrades són molt explosives, sobretot en presència d'impureses o si estan en contacte amb metalls alcalins; a baixa temperatura es descompon lentament.
El diazometà es prepara per tractament d'una N-metil-N-nitrosoamida amb una dissolució concentrada d'hidròxid de potassi (KOH). La preparació es fa en una barreja de dos fases que consta d'èter i KOH aquós. El diazometà es desfà en l'èter a mesura que es va formant.
És emprat com a agent metilant en composts de tipus àcid, com els àcids, els fenols o els enols; fortament irritant, produeix edema pulmonar i una hipersensibilitat que condueix a l'asma.
Se utilitza com dissolució etèria diluïda per poder remenar-lo de manera segura.
El diazometà reacciona amb àcids carboxílics per transformar-los en els seus respectius èsters metílics, reacció que es veu afavorida per la formació de N₂ gasós.

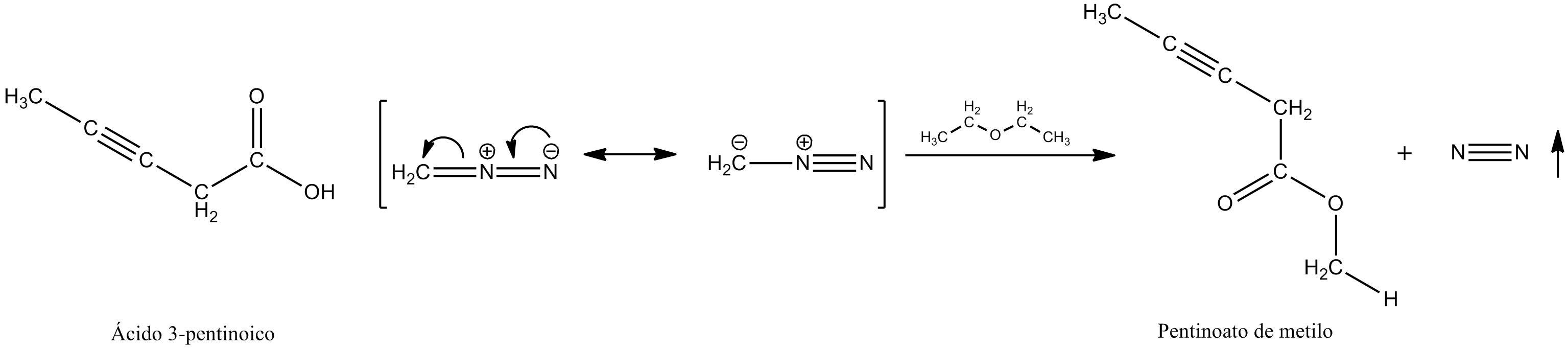
Síntesis de metilésters amb diazometà a partir d'un àcid carboxílic.